# Empresa

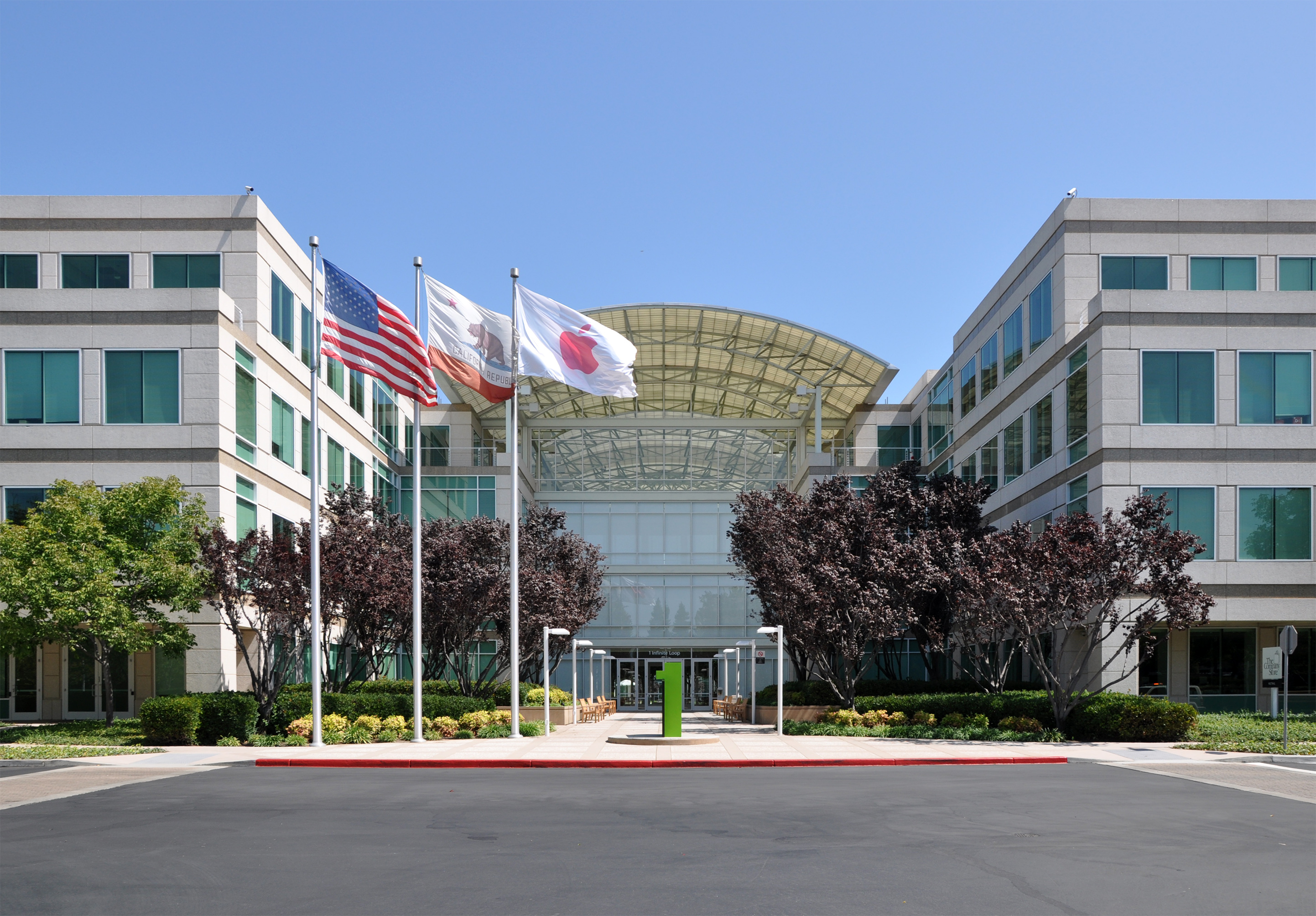
Sede de la empresa Apple en Cupertino, California, Estados Unidos.

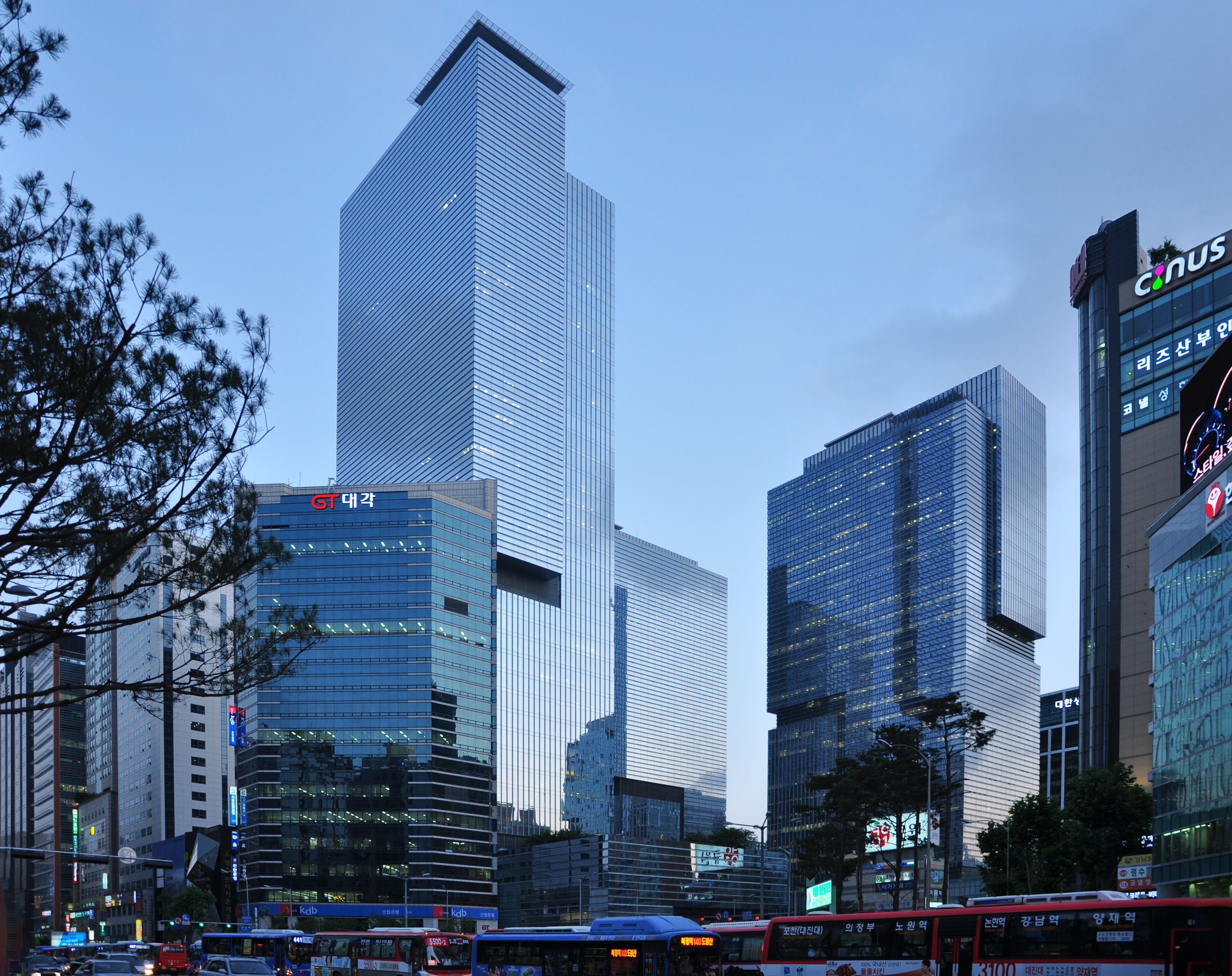
Samsung Town, sede principal de Samsung en Seúl, Corea del Sur.

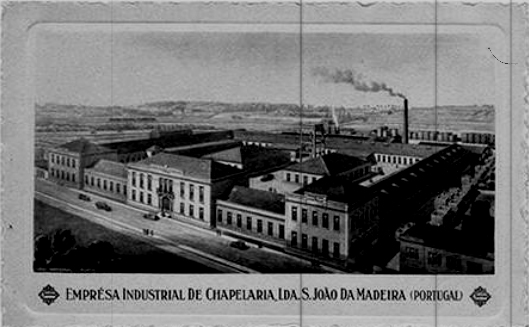
Empresa Industrial de Sombreros (1914), São João da Madeira, Portugal.

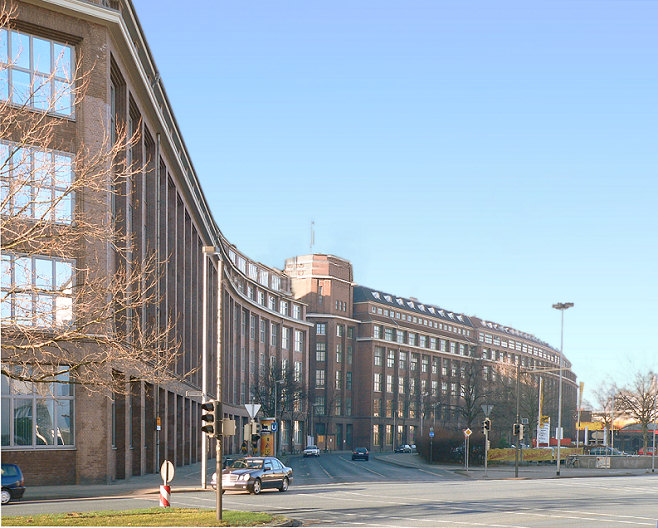
Continental AG, Hanóver, Alemania.

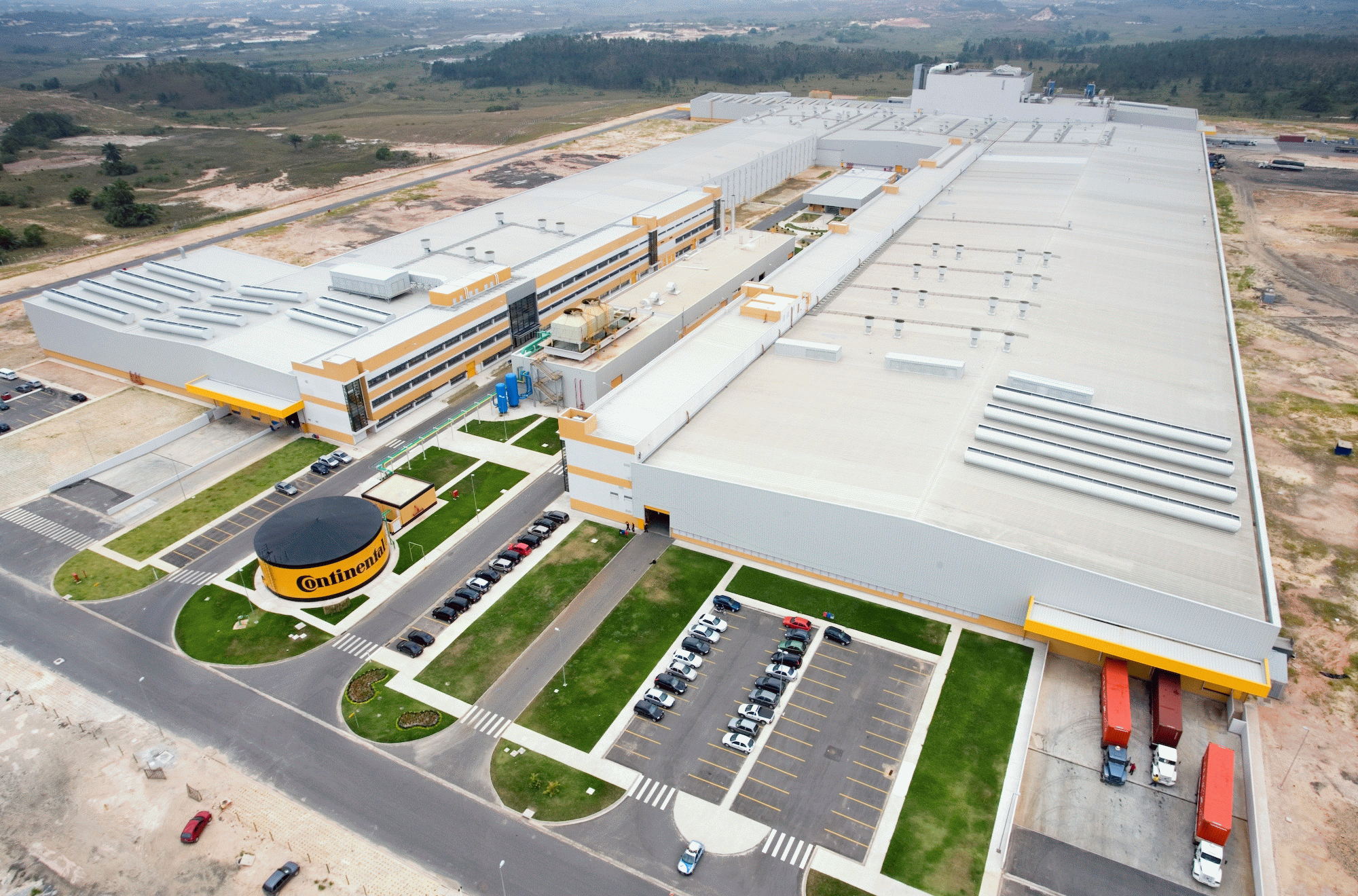
Continental AG, Bahía, Brasil.

Se entiende por empresa a aquel agente económico en donde se organizan con eficiencia los factores económicos para producir bienes y servicios para el mercado con el ánimo de alcanzar ciertos objetivos, es decir, como un conjunto (sistema) de elementos humanos, técnicos y financieros, dirigidos y organizados según determinada jerarquía o estructura organizativa que lleva a cabo un directivo-gerente o empresario en ejercicio de la función directiva o empresarial. La empresa es objeto de estudio de la economía de la empresa, tanto en su aspecto material como formal.
Desde una óptica algo más clásica, la empresa se ha de entender como un conjunto ordenado de factores productivos, que tienen como fin la producción de bienes y servicios, es el elemento básico de la producción en un sistema económico.
Una empresa es la entidad organizada donde hay una actividad transformadora o productiva: a partir de unos recursos o factores (insumos) obtienen unos beneficios (productos), que pueden ser bienes o servicios, tangibles o intangibles, que son de mayor valor y utilidad, que separados y antes de la transformación. Las empresas realizan actividades que crean utilidad por lo tanto riqueza, en el sentido de que la utilidad de los beneficios es superior a la de los insumos.
Este incremento de la utilidad puede manifestarse de distintas maneras:
- Alterando las propiedades físicas o químicas de los insumos (actividad productiva: caso del colchón, el coche. el libro o el periódico).
- Haciendo a los bienes disponibles en distintos momentos del tiempo (actividad de almacenaje: caso del quiosco).
- Cambiando los bienes de lugar (actividad de transpone: caso de una empresa de transportes).

Es decir, la empresa es una "unidad de transformación" de insumos en beneficios a través de productos y servicios de forma que se incremente la utilidad.

## Características
Para Sánchez Gil, los caracteres definitorios de la empresa en el sistema económico capitalista son los siguientes:
1. Es una unidad autónoma de producción.
2. Utiliza trabajo ajeno, además del de empresario.
3. No produce para el autoconsumo, sino para el mercado.
4. Su actividad la motiva el lucro (algunos autores no hacen esta distinción, pude no tener como fin el lucro).
5. Poseedora. en forma y grados diversos de capital.
6. Sometida a un riesgo.
7. En la que existe innovación.[3]

Sin embargo, la concepción actual de la empresa en la disciplina asume un enfoque ecléctico entre la visión económica y la visión organizacional proveniente de la administración, es decir, se la considera como unidad económica pero también se pone énfasis en lo organizacional.

### Elementos de la empresa
Como partes o componentes de la empresa, tenemos:
- Elementos tangibles:

— Elementos materiales: bienes duraderos, como edificios, terrenos o mobiliarios, y bienes no duraderos, como materias primas o productos acabados.
— Elementos financieros: fondos monetarios necesarios para la puesta en práctica de la actividad.
— Elementos humanos o personales: propietarios del capital, directivos y empleados.
- Elementos intangibles, aun cuando no son materiales, muchas veces constituyen el principal activo de la empresa.

— Relacionales: valor de las relaciones de la empresa con el exterior.
— Humanos: conjunto de conocimientos y habilidades que tienen las personas que trabajan en la empresa y que determinan sus posibilidades de trabajar en equipo, desarrollar nuevas ideas, etc.
— Estructurales: se refieren al sistema de organización, a los procedimientos, a las bases de datos y, en definitiva, a todo aquello que conforma la estructura organizativa. Los elementos organizativos hacen referencia a la estructura de la empresa en este sentido. Una adecuada organización de una empresa, es decir, el conjunto de normas que coordinan los medios destinados a obtener el resultado determinado, va a resultar fundamental para el buen funcionamiento y rendimiento de la misma. Tanto los elementos tangibles como los elementos intangibles deben estar organizados.
Factores de producción
Como elementos actuantes junto a otros que causan o producen un resultado, tenemos:

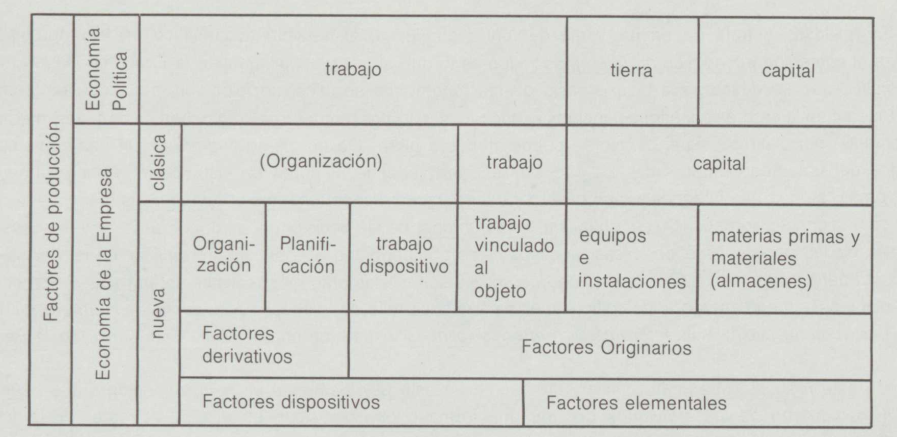
Factores de producción en economía de la empresa. Fuente: Santiago García Echevarría.

- Factores de producción en economía de la empresa. Fuente: Santiago García Echevarría.Perspectiva clásica: organización, trabajo y capital.
- Perspectiva moderna: aquí hay dos clasificaciones.

1. factores derivados: organización y planificación
2. factores originarios: trabajo dispositivo, trabajo vinculado al objeto, instalaciones y equipos, materias primas y suministros.

1. factores dispositivos: organización, planificación, trabajo dispositivo, y parte del trabajo vinculado al objeto.
2. factores elementales: parte del trabajo vinculado al objeto, instalaciones y equipos, materias primas y suministros.[6]

## Subsistemas funcionales de la empresa
La consideración de la empresa como sistema posibilita realizar un análisis y abstraer de su realidad un modelo general e interdisciplinario de su estructura, de sus componentes y de sus interrelaciones internas y externas.
La empresa es parte de un sistema mayor que constituye su entorno y las relaciones con este. Entonces habrá un entorno general o mediato compuesto de distintos elementos: cultura de la sociedad, tecnológico, político, legal, natural, demográfico, sociológico, económico, y un entorno específico o inmediato compuestos de otros elementos: clientes, proveedores, competidores actuales, competidores potenciales.
Luego la empresa puede ser vista como una serie de subsistemas relacionados entre sí:

### Subsistema de operaciones o real o físico
- Aprovisionamiento

Se encarga de la compra o aprovisionamiento de las materias primas necesarias para la producción, así como de gestionar la logística (transporte y almacenamiento) tanto de los factores como de los productos terminados. Realiza actividades tales como el almacenamiento de las materias primas, el control de las existencias, manejo de maquinaria, control de la calidad, etc. Es decir, se encargado de adquirir los insumos o factores necesarios para acometer las actividades de producción; es decir, debe ocuparse de las cuestiones relacionadas con la previsión, materialización y gestión de las inversiones de naturaleza física que se van a incorporar al proceso productivo.
- Producción

Es el subsistema encargado de la transformación de los inputs en productos o servicios que satisfagan las necesidades del mercado. La producción consiste en el desarrollo de una actividad creadora de bienes y/o servicios encaminados a satisfacer necesidades humanas, de forma que la utilidad de los elementos obtenidos sea superior a la de los empleados para su ejecución.
- Comercialización

Se encarga de la comercialización, distribución y venta de los productos y servicios de la empresa a los consumidores. Realiza actividades tales como estudios e investigación de mercados, diseño de campañas publicitarias, información y comunicación, promociones de productos, diseño de puntos de venta, fijación del precio, envío de información a clientes potenciales, servicio postventa, etc. Es el subsistema al que compete relacionar la organización con el mercado, desde su conocimiento hasta la distribución de los productos demandados. Actividades comerciales son tanto el aprovisionamiento de inputs como la colocación de outputs; sin embargo, a efectos de subdivisión de la empresa en subsistemas funcionales, se distingue entre el subsistema de aprovisionamiento (aprovisionamiento de inputs) y el subsistema comercial (el encargado de colocar los elementos previamente adquiridos o la producción en el mercado), también conocido como subsistema de distribución o márquetin. Este subsistema se encarga de las decisiones sobre producto, precio, promoción y distribución (conocidas como las «4 P del marketing mix (Product, Price, Promotion y Place)», además de la investigación de mercados.

### Subsistema financiero o de capital
- Financiación

Se encarga de la obtención y gestión de los recursos financieros necesarios para el funcionamiento de la empresa conseguir financiación a bajo coste. Para iniciar un negocio se requiere disponer de recursos financieros. La misión del subsistema financiero consiste en buscar los fondos necesarios para financiar las actividades empresariales y distribuirlos entre las distintas áreas de la unidad económica o alternativas de inversión. El subsistema de financiación es el sustento del resto de áreas funcionales, puesto que sin los fondos obtenidos por el mismo sería imposible la realización de cualquier tarea productiva.
- Inversión

Analiza las decisiones de inversión de dichos recursos en las opciones más rentables, tratando de mantener un equilibrio financiero. Realiza actividades tales como elegir en qué activos invertir el dinero, analizar la rentabilidad de las inversiones, etc.

### Subsistema administrativo o gerencial o de pilotaje
- Administración estratégica

Este subsistema se encarga de la planificación, organización y control de los subsistemas funcionales, velando para que no funcionen de forma independiente persiguiendo sus propios objetivos, sino de forma coordinada persiguiendo los objetivos del sistema empresa. Además, el subsistema de dirección es el encargado de la relación entre la empresa y su entorno, desarrollando una adecuada planificación estratégica que logre proporcionar a la empresa una ventaja competitiva sostenible a largo plazo.
- Administración táctica y operativa

Organiza los factores de producción, fija los objetivos a alcanzar en tanto que sean compatibles con los recursos, y controla la ejecución. O sea, gestiona el aprovisionamiento, producción y comercialización. Y se encarga del reclutamiento, selección, formación y motivación de las personas en la empresa. Realiza actividades tales como entrevistas a candidatos, diseño de la remuneración, evaluación del rendimiento y promociones de los trabajadores, diseño y aplicación de programas de prevención de riesgos laborales, etc.

## Función económica y social de las empresas
Función básica: generar bienes y servicios en condiciones de eficiencia económica, esto es, crear valor, utilidad o riqueza.
Función de descuento: o de anticipo del producto obtenido, ya que la empresa adelanta unas rentas a los factores de producción (paga salario, adquiere materias primas, etc.) antes de que el resultado del proceso (ciclo de producción, ventas, cobros) se haya materializado, es decir de recibir ingresos por el capital invertido.
Función de asunción del riesgo: de la actividad económica, como consecuencia de la anticipación de rentas con base a unas expectativas que pueden cumplirse o no.
Función de dirección, coordinación y control del proceso productivo: esto implica la necesidad por parte de la empresa y del empresario de seleccionar los factores productivos adecuados (personas y bienes) de estructurarlos convenientemente, de planear su actividad, formarlos, dirigirlos y controlarlos.
Función social: contribuye al progreso, desarrollo y mejora del bienestar de la sociedad. Crear empleo, paga rentas, realiza innovaciones, etc.
Es decir:
- La finalidad económica externa es la producción de bienes o servicios para satisfacer necesidades de la sociedad.
- La finalidad económica interna es la obtención de un valor agregado para remunerar a los integrantes de la empresa. A unos en forma de utilidades o dividendos y a otros en forma de sueldos, salarios y prestaciones. Esta finalidad incluye la de abrir oportunidades de inversión para inversionistas y de empleo para trabajadores. Se ha discutido mucho si una de estas dos finalidades está por encima de la otra. Ambas son fundamentales, están estrechamente vinculadas y se debe tratar de alcanzarlas simultáneamente. La empresa está para servir a los hombres de afuera (la sociedad) y a los hombres de adentro (sus integrantes).
- La finalidad social externa es contribuir al pleno desarrollo de la sociedad, tratando que en su desempeño económico no solamente no se vulneren los valores sociales y personales fundamentales, sino que en lo posible se promuevan.
- La finalidad social interna es contribuir, en el seno de la empresa, al pleno desarrollo de sus integrantes, tratando de no vulnerar valores humanos fundamentales, sino también promoviéndolos.

La empresa, además de ser una célula económica, es una célula social: está formada por personas y para personas y está insertada en la sociedad a la que sirve y no puede permanecer ajena a ella. La sociedad le proporciona la paz y el orden garantizados por la ley y el poder público; la fuerza de trabajo y el mercado de consumidores; la educación de sus obreros, técnicos y directivos; los medios de comunicación y la llamada infraestructura económica. La empresa recibe mucho de la sociedad y existe entre ambas una interdependencia inevitable. Por eso no puede decirse que las finalidades económicas de la empresa estén por encima de sus finalidades sociales. Ambas están también indisolublemente ligadas entre sí y se debe tratar de alcanzar unas, sin detrimento o aplazamiento de las otras.
Esto es lo que conocemos como responsabilidad social empresarial, el rol que la empresa tiene para con la sociedad que va más allá de la mera producción y comercialización de bienes y servicios, sino que también implica el asumir compromisos con los grupos de interés para solucionar problemas de la sociedad. Una enumeración de los beneficios concretos y tangibles que significa para la empresa:
- un incremento de la productividad, ya que el trabajador está a gusto en la empresa y se le capacita para que lo haga cada vez mejor;
- mejoramiento de las relaciones con los trabajadores, el gobierno y con las comunidades a nivel regional y nacional;
- un mejor manejo en situaciones de riesgo o de crisis, ya que se cuenta con el apoyo social necesario;
- sustentabilidad en el tiempo para la empresa y para la sociedad, dado que la responsabilidad social fortalece el compromiso de los trabajadores, mejora su imagen corporativa y la reputación de la empresa, entre otros;
- imagen corporativa y reputación: frecuentemente los consumidores son llevados hacia marcas y compañías consideradas por tener una buena reputación en áreas relacionadas con la responsabilidad social empresarial. También importa en su reputación entre la comunidad empresarial, incrementando así la capacidad de la empresa para atraer capital y asociados, y también con los empleados dentro de la empresa;
- rentabilidad de sus negocios o rendimiento financiero: se refiere a la relación entre prácticas de negocio socialmente responsables y la actuación financiera positiva. Se ha demostrado que las empresas fieles a sus códigos de ética resultan de un rendimiento de dos a tres veces superior respecto a aquéllas que no los consideran, de esta forma las compañías con prácticas socialmente tipos de empresas según sus ámbitos y su producción.

Max Weber llama nuestra atención a los aspectos organizacionales de las empresas. Se ha aducido que Weber sugiere una similitud entre las empresas modernas y los sistemas burocráticos: en ambos el ideal es la racionalización de actividades en aras del resultado, con atención centrada en la eficiencia y productividad. En ambas los “productores” no poseen los medios de producción, medios cuya propiedad ha sido incrementalmente concentrada en las manos de una élite directora, etc. Esto se da contra un telón de fondo en el cual la consecución de ganancia parece ser el valor supremo, un fin en sí mismo y no el medio para el mejoramiento de la vida (ver La ética protestante y el espíritu del capitalismo).
Sin embargo, para Thorstein Veblen -para quien “el ‘sistema industrial moderno’ es una concatenación de procesos que tienen mucho del carácter de un proceso mecánico único, comprensivo, balanceado”. - las grandes corporaciones no están primariamente interesadas en maximizar las ganancias a través de la producción y venta de productos o servicios. El objetivo principal de los gerentes corporativos es maximizar el valor de sus inversiones. Para Veblen el capital de una empresa incluye no solo elementos materiales sino también aspectos intangibles -medido en el buen nombre o reputación de la empresa.
Ese análisis parece relevante para explicar la práctica de muchas grandes empresas modernas -por ejemplo: Goldman Sachs, Apple, Google etc- que no ofrecen u ofrecen solo sumas menores como dividendos a sus accionistas, descansando primariamente en el aumento del valor de las acciones para atraer y mantener inversionistas: «Sin embargo, al final de la década de los noventa se promovió desde EEUU que, para las empresas en bolsa, el criterio primordial para establecer el bonus debería ser el llamado ‘valor para el accionista', es decir el incremento del valor de la acción durante el período en cuestión. Eso implicaba que la mejora de la acción estaba directamente relacionada con la gestión de la compañía de manera que si subía el valor de la acción era debido a una buena gestión.»

### Desde un punto de vista de la economía política
Adam Smith se encuentra entre los primeros en teorizar al respecto. Para él una empresa es la organización que permite la «internacionalización» de las formas de producción: por un lado permite que los factores de producción (capital, trabajo, recursos) se encuentren y por el otro permite la división del trabajo. Aun cuando para Smith la forma «natural» y eficiente de tal organización era aquella motivada por el interés privado —por ejemplo: «Es así que el interés privado y las pasiones de los individuos los disponen naturalmente a volver sus posesiones (stock en el original) hacia el empleo que en el caso ordinario son más ventajosos para la comunidad»— Smith propone que hay también una necesidad o área que demanda acción pública: «De acuerdo al sistema de Libertad Natural, el Soberano sólo tiene tres deberes que atender, tercero, la obligación de realizar y conservar determinadas obras públicas y determinadas instituciones públicas, cuya realización y mantenimiento no pueden ser nunca de interés para un individuo particular o para un pequeño número de individuos, porque el beneficio de las mismas no podría nunca reembolsar de su gasto a ningún individuo particular o a ningún pequeño grupo de individuos, aunque con frecuencia reembolsan con mucho exceso a una gran sociedad» (op. cit p 490 (en inglés) —estableciendo así las bases de lo que algunos han llamado la Teoría de las empresas públicas—.
El razonamiento de Smith es que es el caso que hay ciertos bienes y servicios cuya existencia o provisión implica beneficios que se extienden a la comunidad entera, incluso a quienes no pagan por ellos (ver Externalidad positiva en Externalidad). Esto da origen —en la percepción de Smith— al problema del polizón, es decir, al problema de que los individuos de esa sociedad están en la posición de beneficiarse, contribuyan o no a los costos. Consecuentemente Smith propone que la manera apropiada y justa de proveer y financiar esos bienes y servicios es a través de impuestos y empresas públicas. (ver op cit.)
Bienes y servicios que han sido generalmente considerados como incluibles en la producción pública, en adición a los sugeridos por Smith, como la «defensa» de la sociedad de otras sociedades, la “protección de los ciudadanos de injusticia u opresión por otros”, la educación, algunos caminos y obras públicas (especialmente faros, y algunas obras de defensa fluvial o marinas como espigónes; rompeolas, etc.), obras de salud pública (incluyendo colectores, etc.), incluyen: redes o sistemas postales; ferroviarias y eléctricas, etc. y, en general, las que constituyen ya sea un monopolio natural o requieren grandes inversiones (que exceden la capacidad de cualquier inversionista real) o las que solo generan ganancia después de un largo periodo, que excede las expectaciones -o incluso la vida- de inversionistas potenciales.
Posteriormente, Paul Samuelson retoma esa percepción de Smith para sugerir que la maximización del beneficio o utilidad social se puede lograr satisfaciendo la famosa Condición de Samuelson, lo que ha llevado a algunos a sugerir una economía mixta. En las palabras de Joseph E. Stiglitz: «El verdadero debate hoy en día gira en torno a encontrar el balance correcto entre el mercado y el gobierno. Ambos son necesarios. Cada uno puede complementar al otro. Este balance será diferente dependiendo de la época y el lugar».
Wilhelm Röpke -junto a otros miembros del llamado "neoliberalismo alemán" (ver Ordoliberalismo) quienes denunciaron lo que percibieron como excesiva matematización de la economía, que llevaría a -en las palabras de Röpke- «la expulsión del hombre de la economía»- parece extender esa sugerencia de Veblen. Para Röpke el objetivo principal de las empresas es producir valor en su sentido moral: «Es evidente que la satisfacción -de las necesidades del hombre- no puede resultar ajena o indiferente al éxito o fracaso de la productividad técnica. Sin embargo, hacer de la "producción de cosas" el fin último de la economía desmerece de la condición humana de lo económico. Para Röpke, el problema de fondo ha sido el encumbramiento de una concepción materialista o utilitaria de la vida, a lo que no fue ajeno el viejo liberalismo.». Para Röpke el desarrollo de las empresas (y el desarrollo que las empresas producen) depende de un telón de fondo valórico y el Estado debe producir un marco legal que lo promueva, interviniendo si es necesario a fin de preservar esos valores (ver Escuela de Friburgo).
Esta posición de Röpke dio origen a un fuerte debate interno en la Sociedad Mont Pelerin con los partidarios de la visión de Ludwig von Mises y Friedrich von Hayek, lo que terminó con la renuncia de Röpke y algunos otros de los “neoliberales alemanes”. R. Hartwell, único historiador de la Sociedad hasta el momento, en el capítulo denominado “The Hunold Affair” de su obra, describe así la situación:
«Existían tres posibles conflictos en estas aspiraciones: seguridad versus progreso, igualdad versus eficiencia, y solidaridad versus individualismo. Había algunos en la conferencia, como L. Von Mises, que tomaron una posición libertaria en todos estos temas... otros como Röpke, creían que el sistema competitivo sin controles podía destruir valiosas instituciones humanas. Röpke defendió fuertemente la intervención agrícola, por ejemplo, porque quería preservar las pequeñas granjas familiares como una forma valiosa de vida. El deseo por seguridad que muchos de los participantes aceptaban condujeron en algunos casos a propuestas intervencionistas –sugerencias de controles agregados, salarios controlados por el gobierno, y programas de apoyo a la agricultura, por ejemplo. Estas propuestas, sin embargo, eran formuladas sin una justificación analítica adecuada y fueron rechazadas vigorosamente por otros participantes, que enfatizaban tanto su inefectividad como su carácter no-liberal.»
Se puede agregar que, como es generalmente reconocido, la posición de Röpke tuvo mucha influencia en la concretización de la llamada economía social de mercado, posición que se benefició mayormente -Alemania fue el mayor exportador a nivel mundial hasta el 2009- de la implementación de las posiciones de von Mises y von Hayek en EUA, países en el cual esas ideas contribuyeron mayormente a la adopción de políticas de desregulación que condujeron directamente al proceso de expansión económica de la segunda mitad del siglo XX conocido como globalización. Sin embargo, se ha alegado que esa misma desregulación condujo también a un sistema de corrupción empresarial que terminó con casos tales como los de Enron, Bernard Madoff, etc, que a su vez llevaron a la crisis financiera de 2008.

## Clasificación de las empresas
Existen numerosas diferencias entre unas empresas y otras. Sin embargo, según en qué aspecto nos fijemos, podemos clasificarlas de varias formas.
Dichas empresas, además cuentan con funciones, funcionarios y aspectos diferentes, a continuación se presentan los tipos de empresas según sus ámbitos y su producción.

### Según el origen de la inversión
Empresa privada: es un tipo de empresa que está bajo control de inversores privados como accionistas o cuotapartistas y que no tiene participación estatal. Puede tener fin de lucro o no, en donde las utilidades o ganancia de la empresa servirán para remunerar al inversor distribuyendo dividendos o repartiendo ganancia de tener la empresa fin de lucro, y de no tenerlo las utilidades o ganancias se reinvertirán en la empresa sin que exista distribución de ganancias a los inversores.
Empresa estatal: es una empresa cuyo propietario es el Estado y por consiguiente es dirigida, administrada y controlada de forma total por las instituciones y organismos correspondientes emanados del gobierno de un país o de una entidad subnacional como un estado provincial o municipal. Su fin no es el lucro, y de tener utilidades se reinvierten en la empresa.
Empresa mixta: es aquella empresa que tiene participación tanto privada como estatal, es decir no es privada en su totalidad ni tampoco totalmente propiedad del Estado. La utilizan los gobiernos para compartir el sacrificio de la inversión y para buscar mayor eficiencia en su funcionamiento con la participación de privados. La administración y control podrá ser privado o estatal, dependiendo de quien sea el inversionista mayoritario; y distribuye ganancia al o los inversores privados remunerando al capital privado invertido.

### Según tipo y grado de integración
- Empresas integradas verticalmente: es una empresa que es "independiente" del resto del mercado, por lo que solo dependen de sí mismas. Este hecho implica que todo el producto ha sido realizado por ellas mismas, desde la materia prima hasta el producto elaborado, sin utilizar ningún producto semielaborado. La integración vertical se produce cuando una empresa se ocupa de actividades que hasta ese momento había delegado en otras. Hay dos caminos para llevar a cabo esta estrategia de integración vertical en función de las actividades que quiera gestionar una empresa, la integración puede ser hacia atrás (cuando adquiere las funciones de proveedor) y/o hacia adelante (cuando se hace cargo de las funciones relacionadas con la distribución y venta de productos, ya sea al consumidor final o en modo mayorista). En la actualidad este modelo de empresa no es muy usado dado que se prefiere tercerizar actividades en otras empresas especialistas que producirán a mejor costo y calidad.[28][29]
- Empresas integradas horizontalmente:  se refiere a un empresa que adquiere o se fusiona con otra empresa productora de un mismo bien, con el objetivo de producirlo en una organización única. Es decir compra empresas competidoras para aumentar la cuota de mercado e ingresar en nuevos mercados; además de incorpora tecnología, conocimientos , y recursos valiosos de la empresa adquirida.[30][31]
- Empresas poco integradas o no integradas: es una empresa que realiza una sola actividad, o unas pocas actividades muy relacionadas, y producto dentro la una cadena de producción y logística; en competencia con otras empresas que producen un producto similar o sustituto. Para mejorar su productividad y calidad, brindando un mejor producto pueden trabajar, o no, en red junto a otras empresas en forma colaborativa.

### Según el sector de la actividad
Las empresas pueden clasificarse, de acuerdo con la actividad que desarrollen, en:
- Empresas del sector primario.
- Empresas del sector secundario.
- Empresas del sector terciario.
- Empresas del sector cuaternario.

Una clasificación alternativa es:
- Industriales. La actividad primordial de este tipo de empresas es la producción de bienes mediante la transformación de la materia o extracción de materias primas. Las industrias, a su vez, se clasifican en:
  - Extractivas: cuando se dedican a la explotación de recursos naturales, ya sea renovables o no renovables. Ejemplos de este tipo de empresas son las pesqueras, madereras, mineras, petroleras, etc.
  - Manufactureras: son empresas que transforman la materia prima en productos terminados, y pueden ser:
    - De consumo final. Producen bienes que satisfacen de manera directa las necesidades del consumidor. Por ejemplo: prendas de vestir, muebles, alimentos, aparatos eléctricos, etc.
    - De producción. Estas satisfacen a las personas de uso de consumo final. Ejemplo: maquinaria ligera, productos químicos, etc.
- Comerciales. Son intermediarias entre productor y consumidor. Su función primordial es la compraventa de productos terminados. Pueden clasificarse en:
  - Mayoristas: venden a gran escala o a grandes rasgos.
  - Minoristas (detallistas): venden al por menor.
  - Comisionistas: venden de lo que no es suyo, dan a consignación.
- Servicio. Son aquéllas que brindan servicio a la comunidad que a su vez se clasifican en:
  - Transporte
  - Turismo
  - Instituciones financieras
  - Servicios públicos (energía, agua, comunicaciones)
  - Servicios privados (asesoría, ventas, publicidad, contable, administrativo)
  - Educación
  - Finanzas
  - Salud

### Según su tamaño
No hay unanimidad entre los economistas a la hora de establecer qué es una empresa grande o pequeña, puesto que no existe un criterio único para medir el tamaño de la empresa. Los principales indicadores son: el volumen de ventas, el capital propio, número de trabajadores, beneficios, etc. El más utilizado suele ser según el número de trabajadores (siempre dependiendo del tipo de empresa, sea construcción, servicios, agropecuario, etc). Este criterio delimita la magnitud de las empresas de la forma mostrada a continuación, según la OCDE:
- Microempresa: si posee menos de 19 empleados.
- Pequeña empresa: si tiene un número entre 20 y 99 empleados.
- Mediana empresa: si tiene un número entre 100 y 499 empleados.
- Gran empresa: si posee 500 o más empleados.[32]

### Según su ámbito de actuación
En función del ámbito en el que las empresas realizan su actividad, se pueden distinguir:
1. Empresas locales: son aquellas empresas que venden sus productos o servicios dentro de una localidad determinada.
2. Empresas nacionales: son aquellas empresas que actúan dentro de un solo país.
3. Empresas multinacionales o empresas internacionales: son aquéllas que actúan en varios países.
4. Empresas Transnacionales: las empresas transnacionales son las que no solo están establecidas en su país de origen, sino que también se constituyen en otros países, para realizar sus actividades mercantiles no solo de venta y compra, sino de producción en los países donde se han establecido.

### Según la cuota de mercado que poseen las empresas
1. Empresa aspirante: aquella cuya estrategia va dirigida a ampliar su cuota frente al líder y demás empresas competidoras, y dependiendo de los objetivos que se plantee, actuará de una forma u otra en su planificación estratégica.
2. Empresa especialista: aquella que responde a necesidades muy concretas, dentro de un segmento de mercado, fácilmente defendible frente a los competidores y en el que pueda actuar casi en condiciones de monopolio. Este segmento debe tener un tamaño lo suficientemente grande como para que sea rentable, pero no tanto como para atraer a las empresas líderes.
3. Empresa líder: aquella que marca la pauta en cuanto a precio, innovaciones, publicidad, etc., siendo normalmente imitada por el resto de los actuantes en el mercado.
4. Empresa seguidora: aquella que no dispone de una cuota suficientemente grande como para inquietar a la empresa líder.

### Según la forma jurídica
Atendiendo a la titularidad de la empresa y la responsabilidad legal de sus propietarios. Podemos distinguir:
- Empresas individuales: si solo pertenece a una persona. Esta puede responder frente a terceros con todos sus bienes, es decir, con responsabilidad ilimitada, o sólo hasta el monto del aporte para su constitución, en el caso de las empresas individuales de responsabilidad limitada o EIRL. Es la forma más sencilla de establecer un negocio y suelen ser empresas pequeñas o de carácter familiar.
- Empresas societarias o sociedades: constituidas por varias personas. Dentro de esta clasificación están: la sociedad anónima, la sociedad colectiva, la sociedad comanditaria, la sociedad de responsabilidad limitada y la sociedad por acciones simplificada SAS.
- Las cooperativas u otras organizaciones de economía social.